# برونو جيورجي
برونو جيورجي (بالإيطالية: Bruno Giorgi) (20 نوفمبر 1940 ببافيا في إيطاليا - 22 سبتمبر 2010 بريدجو إميليا في إيطاليا) هو مدرب كرة قدم ولاعب كرة قدم إيطالي في مركز الدفاع. لعب مع نادي باليرمو ونادي ريجيانا 1919.

## وصلات خارجية
- برونو جيورجي على موقع قاعدة بيانات كرة القدم.إي يو (الإنجليزية)